# James Blue
James Blue (* 10. Oktober 1930 in Tulsa, Oklahoma; † 14. Juni 1980 in Buffalo, New York) war ein US-amerikanischer Dokumentarfilmregisseur.

## Leben
In Tulsa geboren, wuchs James Blue seit 1942 in Portland auf. Hier besuchte er bis zuletzt (1948) die Jefferson High. Anschließend studierte er bis zu seinem akademischen Abschluss 1953 die University of Oregon. Zwei Jahre darauf schrieb er sich in das Master of Theater Arts-Programm an eben dieser Universität ein. Danach ging Blue nach Frankreich, wo er bis sich 1958 in allen filmischen Belangen am Pariser Institut des hautes études cinématographiques (IDHEC) ausbilden ließ und mit dem Paris-Porträt Paris à l‘aube 1957 seine erste professionelle, kurze Dokumentarfilmregie vorlegte. 1960 vermittelte der IDHEC-Mitschüler James Dormeyer Blue an die französischen Les Studios Africa in der von Kriegsunruhen betroffenen Kolonie Algerien, um vor Ort dokumentarische Kurzfilme herzustellen. Dieser Aufenthalt führte zu Blues erstem abendfüllenden Dokumentarfilm, Les Oliviers de la justice (auf dt.: Die Olivenbäume der Gerechtigkeit). Obwohl beim Internationalen Filmfestival in Cannes nicht zugelassen, gewann Blues offizieller Erstling sogleich den Kritikerpreis. Daraufhin holte der Filmmanager George Stevens junior James Blue zu der United States Information Agency (USIA). Hier stellte Blue 1962 drei kurze Filme über US-amerikanische Entwicklungshilfeprojekte in Kolumbien her und inszenierte mit The March einen Kurzfilm, der Martin Luther Kings historische Rede während des Marschs auf Washington am 28. August 1963 dokumentierte.
Mittlerweile hatte sich Blue in Dokumentarfilmerkreisen einen Namen gemacht, sodass man ihn 1965 einlud, an der UCLA Filmkurse zu geben. Im selben Jahr gewann er als erster Filmemacher das Ford Foundation-Stipendium. Gleich darauf stellte er eine Reihe von Doku-Interviews mit Regiekollegen wie Jean Renoir her. Ebenfalls 1965 inszenierte Blue den vierminütigen Prolog zu George Roy Hills monumentalen Kinofilm Hawaii. 1967 folgte mit A Few Notes on Our Food Problem eine weitere USIA-Produktion über die Hungerproblematik in der Dritten Welt. Dieser 36-minütige Kurzfilm brachte James Blue 1969 eine Nominierung für den Oscar in der Sparte Bester Dokumentarfilm ein. Nach einem Abstecher zum American Film Institute ging Blue nach Houston, wo er erneut zu lehren begann. 1972 engagierte er sich im Filmbereich der US-Gewerkschaft National Education Association. Nach mehreren Jahren der Abstinenz von Filmprojekten nahm James Blue 1973 die Arbeit hinter der Kamera wieder auf und stellte die kommenden fünf Jahre in Ostafrika mehrere Dokumentationen zu afrikanischen Themen her. 1977 gründete er mit dem Kollegen Gerald O’Grady das Southwest Alternate Media Project (SWAMP). Zuletzt widmete er sich mit seinen Dokumentationen verstärkt dem Thema des urbanen Wohnens und setzte vermehrt Videokameras und Super-8-Film-Kameras ein. Das Ergebnis waren die beiden Dokumentarfilme Who Killed the Fourth Ward? und The Invisible City. Zuletzt kehrte Blue noch einmal zur Lehrtätigkeit zurück und unterrichtete an der State University of New York in Buffalo sowie in London. Von schwerer Krankheit geschwächt, starb James Blue nur 49-jährig in Buffalo an Magenkrebs.

## Filmografie
Als Dokumentarfilmregisseur, wenn nicht anders angegeben:
- 1952: Hamlet (8-mm-Film)
- 1956: The Silver Spur (16-mm-Film)
- 1957: Paris à l’aube
- 1958: Une Tragédie en Trois Mauvaises Actions
- 1960: Amal
- 1960: Le voleur
- 1960: Le jardin des roses
- 1961: Le menuisier
- 1962: Les Oliviers de la justice (auch Drehbuch)
- 1962: Evil Wind Out
- 1962: A Letter From Colombia
- 1962: The School of Rincon Santo
- 1963: The March
- 1965: Hawaii (nur Eingangsszene)
- 1968: A Few Notes on Our Food Problem (auch Produktion)
- 1971–73: Karate Texas (Super-8-Film) (unvollendet)
- 1974: Harambee (auch Ton)
- 1974: Boran Women
- 1974: Boran Herdsmen
- 1975: Kenya Boran
- 1977: Who Killed Fourth Ward? A non-fiction Mystery in Three Parts (Super-8-Film)
- 1978: The Invisible City: The Houston Housing Crisis